# Herrarnas fyrmanna i bob vid olympiska vinterspelen 2006
Herrarnas fyrmannabobåkning i vinter-OS 2006 ägde rum i Cesana Pariol i Turin, Italien mellan 24 och 25 februari 2006. 

## Medaljörer
| Gren             | Guld                                                     | Silver                                                                       | Brons                                                         |
| Herrar, fyrmanna | Tyskland Kevin Kuske René Hoppe Martin Putze André Lange | Ryssland Aleksej Vojevoda Aleksej Seliverstov Filip Jegorov Aleksandr Zubkov | Schweiz Martin Annen Cedric Grand Thomas Lamparter Beat Hefti |

## Resultat
| Placering | Land             | Idrottare                                                                  | Åk 1  | Åk 2  | Åk 3  | Åk 4  | Totalt  |
| --------- | ---------------- | -------------------------------------------------------------------------- | ----- | ----- | ----- | ----- | ------- |
|           | Tyskland (GER-1) | André Lange René Hoppe Kevin Kuske Martin Putze                            | 55,20 | 55,30 | 54,80 | 55,12 | 3:40,42 |
|           | Ryssland (RUS-1) | Alexandr Zubkov Filipp Jegorov Alexei Seliverstov Alexej Voevoda           | 55,22 | 55,45 | 54,87 | 55,01 | 3:40,55 |
|           | Schweiz (SUI-1)  | Martin Annen Thomas Lamparter Beat Hefti Cedric Grand                      | 55,26 | 55,37 | 55,00 | 55,20 | 3:40,83 |
| 4         | Kanada (CAN-1)   | Pierre Lueders Ken Kotyk Morgan Alexander Lascelles Brown                  | 55,34 | 55,43 | 54,95 | 55,20 | 3:40,92 |
| 5         | Tyskland (GER-2) | Rene Spies Christoph Heyder Enrico Kühn Alexander Metzger                  | 55,47 | 55,48 | 54,91 | 55,18 | 3:41,04 |
| 6         | USA (USA-2)      | Steve Holcomb Curtis Tomasevicz Bill Schuffenhauer Lorenzo Smith III       | 55,46 | 55,50 | 55,14 | 55,26 | 3:41,36 |
| 7         | USA (USA-1)      | Todd Hays Pavle Jovanovic Steve Mesler Brock Kreitzburg                    | 55,43 | 55,56 | 55,04 | 55,41 | 3:41,44 |
| 8         | Schweiz (SUI-2)  | Ivo Rueegg Andi Gees Roman Handschin Christian Aebli                       | 55,65 | 55,63 | 55,22 | 55,30 | 3:41,80 |
| 9         | Ryssland (RUS-2) | Jevgeni Popov Sergej Golubev Pyotr Makartjuk Dmitrij Stepusjkin            | 55,87 | 55,57 | 55,16 | 55,33 | 3:41,93 |
| 10        | Lettland (LAT-1) | Janis Minins Daumants Dreishkens Marcis Rullis Janis Ozols                 | 55,88 | 55,69 | 55,51 | 55,51 | 3:42,59 |
| 11        | Italien (ITA-2)  | Fabrizio Tosini Luca Ottolino Antonio de Sanctis Giorgio Morbidelli        | 55,80 | 55,73 | 55,57 | 55,51 | 3:42,61 |
| 12        | Italien (ITA-1)  | Simone Bertazzo Samuele Romanini Matteo Torchio Omar Sacco                 | 55,63 | 56,13 | 55,46 | 55,62 | 3:42,84 |
| 13        | Österrike        | Wolfgang Stampfer Klaus Seelos Juergen Loacker Hans Peter Welz             | 55,77 | 55,83 | 55,73 | 55,53 | 3:42,86 |
| 14        | Tjeckien         | Ivo Danilevic Radek Rechka Roman Gomola Jan Kobian                         | 55,92 | 55,83 | 55,66 | 55,56 | 3:46,97 |
| 15        | Polen            | Dawid Kupczyk Michal Zblewski Mariusz Latkowski Marcin Placheta            | 55,89 | 55,79 | 55,85 | 55,49 | 3:43,02 |
| 16        | Nederländerna    | Arend Glas Vincent Kortbeek Sybren Jansma Arno Klaassen                    | 55,82 | 56,08 | 55,78 | 55,51 | 3:43,19 |
| 17        | Storbritannien   | Lee Johnston Martin Wright Karl Johnston Dan Humphries                     | 56,06 | 56,07 | 55,93 | 55,32 | 3:43,38 |
| 18        | Kanada (CAN-2)   | Serge Despres Nathan Cunningham Steve Larsen David Bissett                 | 56,10 | 56,15 | 55,69 | 55,58 | 3:43,52 |
| 19        | Frankrike        | Bruno Mingeon Christophe Fouquet Pierre-Alain Menneron Alexandre Vanhoutte | 56,09 | 56,08 | 55,87 | 55,71 | 3:43,75 |
| 20        | Slovakien        | Milan Jagnesak Viktor Rajek Andrej Benda Robert Krestanko                  | 56,29 | 56,13 | 56,26 | 55,98 | 3:44,66 |
| 21        | Lettland (LAT-2) | Mihails Arhipovs Intars Dicmanis Maris Bogdanovs Reinis Rozitis            | 56,34 | 56,54 | 56,13 | —     | —       |
| 22        | Rumänien (ROM)   | Nicolae Istrate Adrian Duminicel Gabriel Popa Ioan Danut Dovalciuc         | 56,61 | 56,70 | 56,41 | —     | —       |
| 23        | Kroatien         | Ivan Sola Slaven Krajacic Alek Osmanovic Jurica Grabusic Dejan Vojnović    | 56,67 | 56,57 | 56,51 | —     | —       |
| 24        | Ungern           | Marton Gyulai Zsolt Kürtösi Tamas Margl Bertalan Pinter                    | 56,99 | 56,73 | 56,45 | —     | —       |
| 25        | Brasilien        | Ricardo Raschini Marcio Silva Claudinei Quirino Edson Bindilatti           | 60,31 | 58,51 | 60,12 | —     | —       |
| —         | Nya Zeeland      | Alan Henderson Aaron Orangi Steve Harrison Matthew Dallow                  | DNS   | —     | —     | —     | —       |